# Rhodopina nilghirica
Rhodopina nilghirica är en skalbaggsart som först beskrevs av Stefan von Breuning 1939.  Rhodopina nilghirica ingår i släktet Rhodopina och familjen långhorningar. Inga underarter finns listade i Catalogue of Life.